# Monastère Notre-Dame de la Déserte
Pour les articles homonymes, voir Monastère Notre-Dame et Notre-Dame.

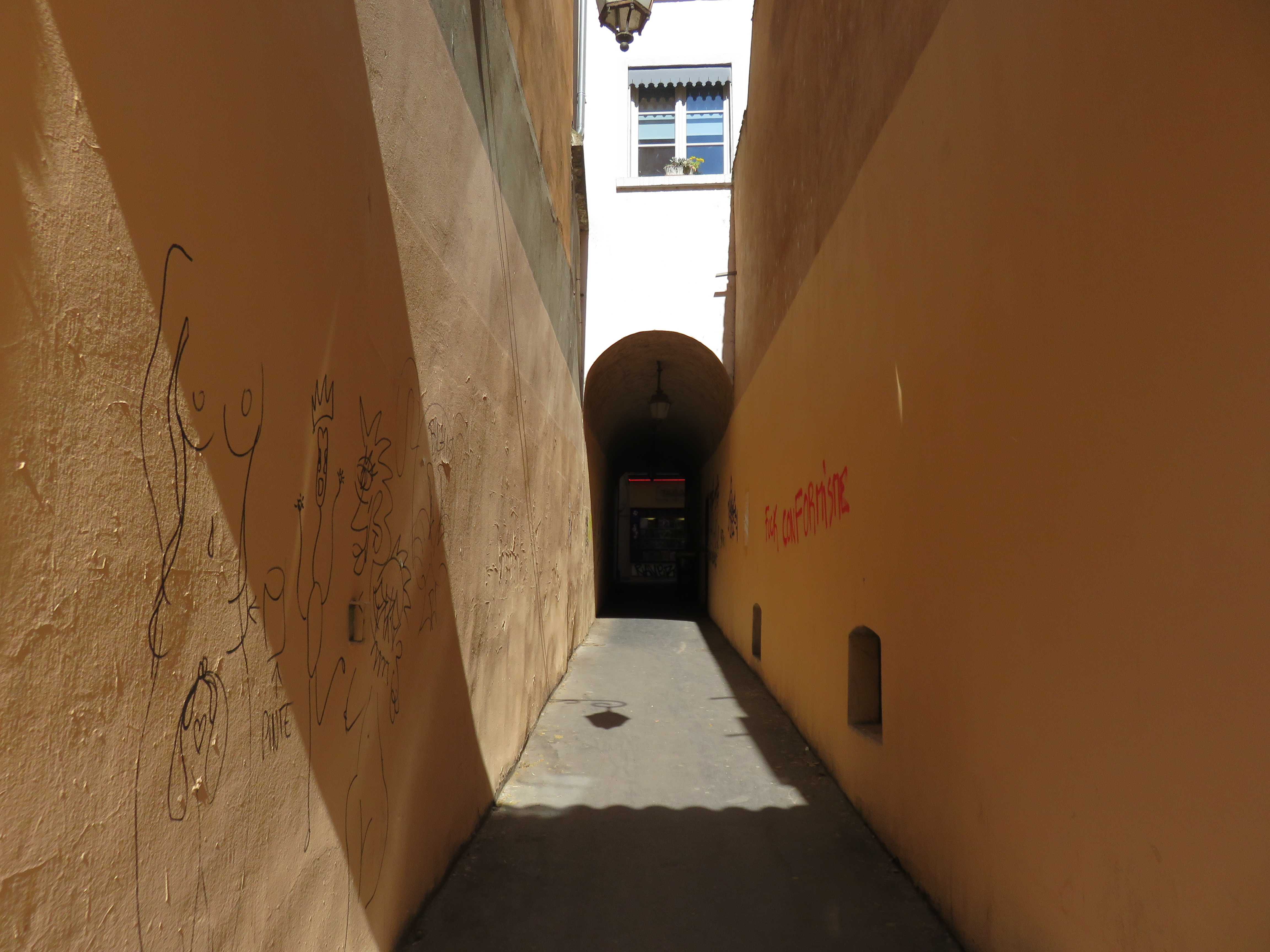
Vue du passage de l'Abbaye de la Déserte, construit à l'emplacement du monastère.

Le monastère Notre-Dame de la Déserte est un monastère fondé en 1304 sur la paroisse de la Platière par Blanche de Chalon (Dame de Belleville, femme de Beraud de Mercœur puis de Guichard de Beaujeu). Il fut construit dans un quartier alors désert sur les coteaux méridionaux de La Croix-Rousse. Primitivement monastère de Clarisses, il adopta ensuite la Règle de saint Benoît en 1503. L'abbesse était à la nomination du roi. Les preuves de noblesse n'étaient pas obligatoires pour la nomination des religieuses.
L'observance fut négligée et l’abbesse Marguerite de Quibly appliqua une sévère réforme en 1620 avant d'instituer l'ordre bénédictin dans le monastère Notre-Dame-de-Bourbon avec 5 religieuses de la Déserte.

## Liste des abbesses
- Blanche de Chalon, fondatrice.

- Dame Jeanne Dupuy, 1304.

- Mathive de Durchia, 1310.
- Aignette de Dreux.

- Jeanne de Durchia...

- Jacquette de Latra...
- Jeanne Humili, 1315.

- Jacquette de Lacre, 1331.

- Catherine de Vassalieu, 1351.
- Tichette de Varey, 1359,
- Isabeau d'Huys, 1371.

- Isabelle de Joffrey, 1382.

- Étiennette de Chalentin, 1406,

- Amphélise Burle, 1406.
- Bernarde Barrai, 1413.

- Beatrice Thimote, 1425.

- Catherine Carronnier, 1436.

- Antoinette de Turnaire, 1480.

- Antoinette deLupercieu, 1481.

- Marguerite de Varey, 1484.

- Catherine Garin, 1493.

- Catherine de Vaillieu, 1501.

- Pernette de la Poype, 1507.

- Jeanne de Grammont, 1513.

- Catherine de Grammont, 1514.
- Antoinette de SaintAmour, 1521.

- Claudine de Clérat, 1545

- Louise Dumas, 1566.

- Laurence Bernard, 1585.

- Guyonne de Chaponay, 1589.

- Marguerite de Guibly, 1618.

- Marguerite de Guibly, deuxième du nom, 1675.

- Antoinette deChâtillon, 1732.

- Marie deFoudras,1715.
- Claudine Constance de Moyria de Châtillon, 1732.

- Jeanne - Marie-Alexandrine de Montjouvent, 1758[2].